# 盧寧
盧寧（1504年—？），字忠獻，號冠巖，一名寧忠，字獻甫，廣東廣州府南海縣洲頭堡人，軍籍，明朝政治人物。

## 生平
嘉靖十九年（1540年）庚子科廣東鄉試第三十二名舉人。嘉靖二十三年（1544年）中式甲辰科會試第十九名，登第三甲第一百六十名進士。授崑山縣知縣，旋移興國縣知縣。二十九年擢潼川州知州。三十三年遷南京戶部員外郎，尋改刑部，後為南京刑部郎中。嘉靖三十八年（1559年）升山東登州府知府，卒于官。

## 著作
盧寧為黄佐弟子。宗王守仁、湛若水之学，以未能列王门为憾。
著有《五鵲台集》、《五鵲別集》等。

## 家族
曾祖盧潤；祖父盧輝；父盧津，訓導。母崔氏。具慶下。